# 心が君を、探してる。 (2013年の映画)
『心が君を、探してる。』（こころがきみを、さがしてる）は、2014年6月19日に公開された日本映画。ケータイ小説サイト魔法のiらんどで発表された早月雨芽の作品を原作とする。

## キャスト
- 美水春香 － 外岡えりか
- 市風唯人 － 冨森ジャスティン
- 田所由実 － 山﨑未来
- 上田奏人 － 菊地佑弥
- 梅田紗夜 -  坂本唯
- レオ － 山本翔太
- ユウキ － 田中大地
- ナオト － 提坂拓弥
- 池岡 － 堀丞
- 田口 － 眞弓葉詩
- 横山 － 坂東駿
- 本庄成美 － 小林かれん
- 三嶋沙紀 － 恒吉梨絵
- 辻本 － 蝶野正洋
- 風間亮 － 大鶴義丹

## 主題歌
- 「together」

作詞：安部文香、作曲・編曲：HAL、歌：安部文香

## スタッフ
- 製作 - 神品信市
- エグゼブティブプロデューサー - 神品信市
- プロデューサー - 本島章雄　寺西一浩　大原英嗣
- 脚本 - 宮坂武司
- 監督 - 宮坂武司
- 助監督 - 石井純
- 音楽プロデューサー - HAL
- 音楽ディレクター - TOSHIMITSU
- 撮影監督 - 今井裕二
- 録音 - 小林武史
- スチール - 黒田光一
- 製作チーフディレクター - 西村克也
- 製作ディレクター - 奥村伸也　長岡真央　下山悠歌　愛澤元重
- 製作企画担当 - 劔持岳　加藤聡　平野真也　山多裕生　原千明
- 制作協力 - 株式会社テトラカンパニー
- 製作 - MIRAI PICTURES JAPAN
- 配給 - 株式会社MIRAI

## DVD
2015年発売。発売元はマジカル
- スタンダード・エディション （DVD1枚組） 
  - 映像特典は劇場予告編・メイキング・製作発表・インタビュー・対談

## 関連商品
- パンフレット・ポスター・台本（2013年8月30日より発売）